# Université Jean Moulin Lyon 3
Université Jean Moulin – Lyon 3 jest to francuski uniwersytet publiczny mający swoją siedzibę w mieście Lyon, wchodzący w skład Akademii Lyońskiej. Obecnie na wszystkich wydziałach oraz kierunkach uniwersyteckich studiuje ponad 22 500 studentów. 
Uniwersytet Lyon 3 założony w 1973 roku posiada trzy kampusy będące częścią uczelni. W ich skład wchodzą kampusy Les Quais, Manufacture des Tabacs a także Bourg-en-Bresse.

## Wydziały
Université Jean Moulin – Lyon 3 posiada następujące wydziały oraz departamenty:
- Wydział Prawa
- Wydział Administracji
- Wydział Nauk Języków Obcych
- Wydział Filozofii
- Wydział Literatury

## Studenci
Większość spośród 22 500 studentów uczących się na uniwersytecie stanowią uczniowie wydziału administracji (35% wszystkich studentów), 26% uczęszcza na zajęcia z prawa, 16% na zajęcia z języków obcych a 13% na przedmioty związane z literaturą. Pozostałe 10% uczniów stanowią studenci filozofii, a także krótkich kursów uzupełniających.